# Grove (Nowy Jork)
Grove – miasto w Stanach Zjednoczonych, w stanie Nowy Jork, w hrabstwie Allegany.